# Clinton N’Jie
Clinton Mua N’Jie (ur. 15 sierpnia 1993 w Duali) – kameruński piłkarz występujący na pozycji napastnika w tureckim klubie Sivasspor oraz w reprezentancji kraju.

## Kariera piłkarska
Swoją karierę piłkarską rozpoczął w klubie Olympique Lyon. W 2011 roku został członkiem zespołu rezerw. 12 listopada 2011 zadebiutował w nich w czwartej lidze w wygranym 2–0 domowym meczu z FC Mulhouse. W 2012 roku awansował również do pierwszego zespołu. 18 listopada 2012 zaliczył swój debiut w Ligue 1 w wygranym 3–0 domowym spotkaniu ze Stade de Reims. W 89. minucie tego meczu zmienił Bafétimbi Gomisa. W sezonie 2014/2015 stał się podstawowym zawodnikiem Olympique i stworzył w nim linię ataku z Alexandre Lacazette. 24 września 2014 w meczu z FC Lorient (4–0) strzelił swojego premierowego gola w Ligue 1.
15 sierpnia 2015 został zawodnikiem londyńskiego Tottenhamu. N'Jie zagrał w 8 meczach Tottenhamu w Premier League, za każdym razem wchodząc z ławki rezerwowych. Jego najdłuższy 79-minutowy występ miał miejsce w meczu przeciwko Liverpool FC, kiedy to zastąpił kontuzjowanego Nacera Chadli.
31 sierpnia 2016 N'Jie powrócił do Ligue 1, dołączając do Olympique Marsylia na sezonowe wypożyczenie. 11 września zadebiutował w tym klubie jako zastępca Williama Vainqueura w 68. minucie meczu z OGC Nice, a swojego pierwszego gola w tym klubie zdobył dwa tygodnie później, w wygranym 2–1 meczu z FC Nantes. 16 lipca 2017 przeszedł na stały kontrakt.
25 lipca 2019 podpisał czteroletni kontrakt z rosyjskim Dinamo Moskwa.

### Kariera reprezentacyjna
W reprezentacji Kamerunu zadebiutował 6 września 2014 w wygranym 2–0 meczu eliminacji do Pucharu Narodów Afryki 2015 z Demokratyczną Republiką Konga, zdobył w tym meczu gola. Następnie wszedł w skład kadry na ten puchar. Zagrał na nim w jednym meczu, przegranym 0–1 z Wybrzeżem Kości Słoniowej.
Wygrał Puchar Narodów Afryki 2017.

### Statystyki
| Sezon   | Klub                   | Kraj    | Rozgrywki      | Mecze | Bramki |
| ------- | ---------------------- | ------- | -------------- | ----- | ------ |
| 2012/13 | Olympique Lyon         | Francja | Ligue 1        | 4     | 0      |
| 2013/14 | Olympique Lyon         | Francja | Ligue 1        | 3     | 0      |
| 2014/15 | Olympique Lyon         | Francja | Ligue 1        | 30    | 7      |
| 2015/16 | Tottenham Hotspur F.C. | Anglia  | Premier League | 8     | 0      |
| 2016/17 | Olympique Marsylia     | Francja | Ligue 1        | 22    | 4      |
| 2017/18 | Olympique Marsylia     | Francja | Ligue 1        | 22    | 7      |
| 2018/19 | Olympique Marsylia     | Francja | Ligue 1        | 17    | 3      |
| 2019/20 | Dinamo Moskwa          | Rosja   | Priemjer-Liga  |       |        |